# Општина Ханешти (Ботошани)
Ханешти (рум. Hăneşti) општина је у Румунији у округу Ботошани.
Oпштина се налази на надморској висини од 106 m.